# 빙그레 이글스의 선수 목록

## 포지션별 주전 선수
| 연도   | 투수   | 포수   | 1루수  | 2루수  | 3루수  | 유격수 | 우익수 | 중견수 | 좌익수 | 지명타자 |
| 1985년 | 이상군 | 홍순만 | 전대영 | 이광길 | 김한근 | 이석규 | 박찬   | 김호인 | 이강돈 | 강정길   |
| 1986년 | 이상군 | 김상국 | 강정길 | 이광길 | 김한근 | 김성갑 | 고원부 | 이강돈 | 황병일 | 유승안   |
| 1987년 | 이상군 | 김상국 | 강정길 | 이광길 | 김성갑 | 장종훈 | 고원부 | 이정훈 | 이강돈 | 김상국   |
| 1988년 | 한희민 | 유승안 | 강정길 | 이광길 | 김성갑 | 장종훈 | 고원부 | 이정훈 | 이강돈 | 김한근   |
| 1989년 | 한희민 | 유승안 | 강정길 | 조양근 | 김성갑 | 장종훈 | 고원부 | 이중화 | 이강돈 | 송일섭   |
| 1990년 | 한용덕 | 김상국 | 강정길 | 김성갑 | 강석천 | 장종훈 | 고원부 | 이정훈 | 이강돈 | 유승안   |
| 1991년 | 한용덕 | 김상국 | 강정길 | 전대영 | 강석천 | 황대연 | 이중화 | 이정훈 | 이강돈 | 장종훈   |
| 1992년 | 정민철 | 김상국 | 장종훈 | 전대영 | 강석천 | 지화동 | 이중화 | 이정훈 | 이강돈 | 강정길   |
| 1993년 | 정민철 | 김상국 | 장종훈 | 지화동 | 강석천 | 허준   | 지화선 | 진상봉 | 이강돈 | 강정길   |

## 전체 명단
- 다음은 해당 연도 정규 리그에 최소 한 경기 이상 출전한 선수 명단이다.

### 1986년
- 선발투수 : 이상군, 한희민, 민문식, 장명부, 오문현
- 중계투수 : 손문곤, 김연철, 성낙수, 임재준, 조호표
- 마무리투수 : 김재열, 천창호
- 포수 : 유승안, 김성호, 배원영, 홍순만, 김종문
- 1루수 : 전대영, 강정길, 김정태, 임순태
- 2루수 : 황병일, 이석규
- 유격수 : 김종수, 김한근
- 3루수 : 이광길, 김성갑
- 좌익수 : 이강돈
- 중견수 : 고원부, 박찬
- 우익수 : 김종윤
- 지명타자 : 김상국, 이성수, 박재천, 김우열, 윤홍식, 장훈, 유해덕, 김현택, 이정은, 이군노, 송상진, 김수길

### 1987년
- 선발투수 : 한희민, 이상군, 김용남, 김대중, 오문현, 강만식, 임재준
- 중계투수 : 천창호, 김연철, 민문식, 김재열, 이동석
- 마무리투수 : 손문곤
- 포수 : 유승안, 김상국, 김종문, 김성호
- 1루수 : 전대영, 강정길, 김정태
- 2루수 : 임정면, 황병일
- 유격수 : 장종훈
- 3루수 : 김성갑, 김한근
- 좌익수 : 이강돈
- 중견수 : 이중화, 이광길
- 우익수 : 고원부, 이정훈, 조용호
- 지명타자 : 김수길, 윤홍식, 정상진, 김종수, 유해덕

### 1988년
- 선발투수 : 한희민, 김홍명, 김대중, 김용남, 이동석, 안성수
- 중계투수 : 천창호, 손문곤, 한용덕, 지성규, 임재준, 장정순, 이척기, 강만식, 김연철, 김재열
- 마무리투수 : 이상군
- 포수 : 유승안, 김상국, 김종문, 김광윤
- 1루수 : 강정길, 전대영
- 2루수 : 김한근, 이광길, 조양근
- 유격수 : 장종훈
- 3루수 : 김성갑, 황병일
- 좌익수 : 이강돈, 조용호
- 중견수 : 이중화, 송일섭
- 우익수 : 이정훈, 고원부
- 지명타자 : 김수길, 곽동열, 박성현, 유해덕, 정상진, 임정면, 오효근

### 1989년
- 선발투수 : 한희민, 이상군, 김홍명, 김대중
- 중계투수 : 김락기, 한용덕, 장정순, 진정필, 이척기, 지성규, 임재준, 손창현, 유해덕, 이은승, 이동석, 손문곤
- 마무리투수 : 송진우
- 포수 : 유승안, 김상국, 박선일, 김종문
- 1루수 : 강정길, 전대영
- 2루수 : 조양근, 황병일, 김용선
- 유격수 : 장종훈, 황대연
- 3루수 : 김성갑, 강석천
- 좌익수 : 이강돈, 조용호
- 중견수 : 송일섭, 이중화
- 우익수 : 고원부, 이정훈
- 지명타자 : 곽동열, 오효근, 성군철, 손경호, 김수길, 이종호

### 1990년
- 선발투수 : 한용덕, 김대중, 이상군, 김홍명, 한희민, 김락기
- 중계투수 : 장정순, 이동석, 진정필, 원근호, 이척기, 이효봉, 지성규, 이은승
- 마무리투수 : 송진우
- 포수 : 김상국, 유승안, 김종문, 김광윤, 박선일
- 1루수 : 강정길
- 2루수 : 전대영, 송일섭, 조양근, 김용선
- 유격수 : 장종훈, 지화동
- 3루수 : 강석천, 김성갑, 황대연
- 좌익수 : 이강돈, 이중화
- 중견수 : 진상봉, 황병일
- 우익수 : 이정훈, 고원부
- 지명타자 : 이종호, 성군철, 손경호, 오효근, 김수길, 유태완

### 1991년
- 선발투수 : 한용덕, 김인권, 한희민, 이상군
- 중계투수 : 장정순, 김대중, 진정필, 이동석, 이은승, 김홍명, 김락기, 김기열
- 마무리투수 : 송진우
- 포수 : 김상국, 양용모, 박선일, 김종문, 유승안
- 1루수 : 장종훈
- 2루수 : 전대영, 조양근
- 유격수 : 황대연, 김용선, 지화동
- 3루수 : 강석천
- 좌익수 : 이강돈, 임주택
- 중견수 : 이중화, 진상봉
- 우익수 : 이정훈, 고원부
- 지명타자 : 강정길, 임성우, 김원근, 김일훈, 김석연, 임돈영, 성군철, 이종호

### 1992년
- 선발투수 : 정민철, 한용덕, 장정순, 한희민, 지연규
- 중계투수 : 이상군, 진정필, 김인권, 김재성, 김홍명, 이은승, 김락기, 임규대, 김대중
- 마무리투수 : 송진우
- 포수 : 양용모, 김상국, 박선일
- 1루수 : 장종훈
- 2루수 : 전대영, 김용선, 성군철
- 유격수 : 이종호, 지화동, 조양근
- 3루수 : 강석천
- 좌익수 : 이강돈
- 중견수 : 이정훈, 이중화
- 우익수 : 진상봉, 임주택
- 지명타자 : 강정길, 김일혁, 김일훈, 박상현, 임성우, 김홍집, 김석연, 신일호

### 1993년
- 선발투수 : 정민철, 한용덕, 이상군, 장정순, 구대성, 지연규
- 중계투수 : 진정필, 노장진, 이국성, 이상목, 이은승, 김락기, 김인권
- 마무리투수 : 송진우
- 포수 : 김상국, 원현식, 박선일
- 1루수 : 장종훈
- 2루수 : 전대영, 지화동
- 유격수 : 허준
- 3루수 : 강석천, 이민호, 황대연, 김용선
- 좌익수 : 이강돈, 임주택, 양용모
- 중견수 : 진상봉
- 우익수 : 이정훈, 이중화
- 지명타자 : 지화선, 강정길, 김원근, 이종호, 김일혁, 김성열, 고기성, 우태원, 김홍집, 임성우, 김석연

## 같이 보기
- 한화 이글스 연도별 선수 명단
- 1994년 한화 이글스 시즌